# 琴城镇
琴城镇，是中华人民共和国江西省抚州市南丰县下辖的一个乡镇级行政单位。 区域面积72.5平方千米。

## 行政区划
琴城镇下辖以下地区：
人民路社区、解放路社区、建设路社区、新建路社区、仓山路社区、桔都东路社区、桔都西路社区、大堡村、下坊村、水北村、桥背村、徐家边村、茅店村、富溪村、游军村、艾源村、瑶浦村、水南村、杨梅村、果园村和朝先村。